# Jeholosauridae
Jeholosauridae („jeholští ještěři“) byla menší skupina (čeleď) drobných býložravých neoptakopánvých dinosaurů. V současnosti řadíme do této čeledi zhruba čtyři východoasijské rody, z nichž jen jeden (typový Jeholosaurus) není formálně pochybným zástupcem. Přesná pozice tohoto kladu mezi ptakopánvými dinosaury je ale v rámci některých nových pojetí systematiky není dosud uspokojivě vyřešená.

## Význam

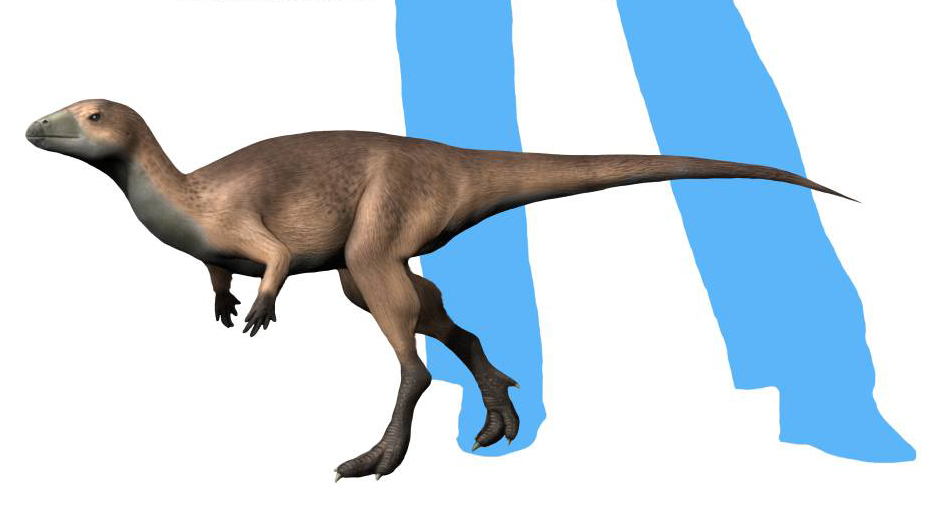
Rekonstrukce vzezření druhu Haya griva.

Tento taxon byl formálně stanoven v roce 2012 v rámci publikování odborné studie o výzkumu postkraniální kostry typového jeholosaura. Tato čeleď je podle novějších výzkumů patrně sesterskou skupinou k čeledi Thescelosauridae v rámci kladu Neornithischia.
Tito drobní po dvou se pohybující dinosauři žili na území současné východní Asie (zejména Mongolsko a Čína) v období rané až pozdní křídy (asi před 130 až 85 miliony let, včetně tzv. Jeholské bioty). Existují také neurčité nálezy z období geologického věku kampán, což by posunulo dobu existence zástupců této vývojové skupiny na 84 až 72 milionů let před současností.

## Zástupci
- Jeholosaurus (typový rod)
- Yueosaurus?
- Changchunsaurus?
- Haya?